# 塚田眞樹子
塚田 眞樹子（つかだ まきこ、1961年 - ）は、日本の建築家。塚田眞樹子建築設計主宰。

## 経歴
- 1961　北海道生まれ
- 1986　北海道大学工学部建築工学科卒業
- 1986-89　大林組構造設計
- 1989-93　竹山実建築綜合研究所
- 1993-94　坂茂建築設計
- 1995　塚田眞樹子建築設計設立

## 代表作品
- 1996　M&M HOUSE
- 1998　L&L HOUSE
- 2000　U&U HOUSE
- 2003　G&G HOUSE
- 2003　F&F HOUSE
- 2004　V&V HOUSE
- 2006　Z&Z HOUSE
- 2008　S&S HOUSE
- 2008　KONDO HOUSE
- 2010　石神井プリーツ
- 2010　KOZUKI HOUSE
- 2012　TUNNEL HOUSE
- 2013   GRASS CAVE HOUSE
- 2014   SUKIMA ATELIER